# 12895 Бальбастра
12895 Бальбастра (12895 Balbastre) — астероїд головного поясу, відкритий 26 серпня 1998 року.
Тіссеранів параметр щодо Юпітера — 3,622.